# I liga peruwiańska w piłce nożnej (2009)
I liga peruwiańska w piłce nożnej (2009)
W 2009 roku zmieniony został system rozgrywek. Poprzednio rozgrywano dwa turnieje – Apertura i Clausura. Następnie zwycięzcy tych turniejów toczyli walkę o mistrzostwo Peru. Jeśli ten sam klub wygrał oba turnieje, wtedy automatycznie zdobywał tytuł mistrza. Obecnie mistrzostwa podzielono na dwa etapy – w pierwszym wszystkie kluby grały systemem każdy z każdym. W drugim etapie utworzono dwie grupy, w których drużyny także grały każdy z każdym. O kolejności w grupie decydował dorobek uzyskany w drugim etapie zsumowany z dorobkiem z pierwszego etapu. Najlepsze drużyny obu grup stoczyły walkę o tytuł mistrza Peru.
Mistrzem Peru został klub Universitario Lima, natomiast wicemistrzem Peru – klub Alianza Lima.
Do Copa Libertadores w roku 2010 zakwalifikowały następujące kluby:
- Universitario Lima (1. miejsce w tabeli sumarycznej)
- Alianza Lima (2. miejsce w tabeli sumarycznej)
- Juan Aurich Chiclayo (3. miejsce w tabeli sumarycznej)

Do Copa Sudamericana w roku 2010 zakwalifikowały się następujące kluby:
- Sport Huancayo (4. miejsce w tabeli sumarycznej)
- FBC Melgar (5. miejsce w tabeli sumarycznej)
- Cienciano Cuzco (6. miejsce w tabeli sumarycznej)

Kluby, które spadły do II ligi:
- Sport Áncash Huaraz (ostatnie miejsce w grupie A)
- Coronel Bolognesi Tacna (ostatnie miejsce w grupie B)

Na miejsce spadkowiczów awansowały następujące kluby:
- Sport Boys Callao (mistrz II ligi)
- León Huánuco (zwycięzca turnieju Copa Perú)

## Primera etapa

### Kolejka 1
| Data           | Mecz |
| -------------- | --- |
| 14 lutego 2009 | Total Chalaco Callao – Juan Aurich Chiclayo 0:0                                                                 |
| 14 lutego 2009 | Colegio Nacional Iquitos – Club Sporting Cristal 0:0                                                            |
| 14 lutego 2009 | Inti Gas Deportes Ayacucho – Coronel Bolognesi Tacna 1:1 Renzo Benavides 55 – Jesús Rey 35                      |
| 15 lutego 2009 | Alianza Lima – Sport Huancayo 2:1 Wilmer Aguirre 24, Claudio Matías Velásquez 68 – Blas Ramón López 34k         |
| 15 lutego 2009 | Cienciano Cuzco – FBC Melgar 2:1 Mauricio Romero Sellarés 22k, Sergio Junior 77 – Javier Pereyra 78             |
| 15 lutego 2009 | Universidad San Martín Lima – Universidad César Vallejo Trujillo 1:1 Gonzalo Ludueña 62 – Antonio Meza Cuadra 3 |
| 15 lutego 2009 | Sport Áncash Huaraz – José Gálvez Chimbote 1:2 Giancarlos Gómez 8 – Paul Cominges 23, Ángelo Cruzado 42         |
| 15 lutego 2009 | Alianza Atlético Sullana – Universitario Lima 1:2 Jhonatan Rodríguez 55 – Nolberto Solano 57, 67k               |

### Kolejka 2
| Data           | Mecz |
| -------------- | --- |
| 21 lutego 2009 | Coronel Bolognesi Tacna – Alianza Lima 1:2 Raúl Vera 90 – Henry Quinteros 13, Eduardo Alberto Uribe 65                                      |
| 21 lutego 2009 | Juan Aurich Chiclayo – Inti Gas Deportes Ayacucho 1:0 Sergio Ibarra 86                                                                      |
| 21 lutego 2009 | FBC Melgar – Total Chalaco Callao 1:0 Larry Yáñez 11                                                                                        |
| 22 lutego 2009 | Universitario Lima – Sport Áncash Huaraz 5:1 Rodolfo Espinoza 42, 47k, Carlos Augusto Orejuela 57, 79, Diego Bustamante 87 – José Yances 37 |
| 22 lutego 2009 | Club Sporting Cristal – Alianza Atlético Sullana 5:0 Héctor Hurtado 10, 82, Junior Aliberti 48, Carlos Lobatón 61, Renzo Sheput 80          |
| 22 lutego 2009 | Sport Huancayo – Universidad San Martín Lima 1:1 Alex Segundo Magallanes 1 – Fernando del Solar 11                                          |
| 22 lutego 2009 | Universidad César Vallejo Trujillo – Colegio Nacional Iquitos 1:1 Roberto Emanuel Demus 54 – Nicolás Celis 67                               |
| 22 lutego 2009 | José Gálvez Chimbote – Cienciano Cuzco 1:1 Juan Cominges 29 – Mauricio Montes 91                                                            |

### Kolejka 3
| Data           | Mecz |
| -------------- | --- |
| 28 lutego 2009 | Alianza Lima – Juan Aurich Chiclayo 1:1 Aldo Corzo 76 – Mayer Candelo 25                                                                 |
| 28 lutego 2009 | Universidad San Martín Lima – Coronel Bolognesi Tacna 3:1 Martín Arzuaga 27, Carlos Fernández 29, Ronald Quinteros 63 – Gustavo Rodas 19 |
| 28 lutego 2009 | Alianza Atlético Sullana – Universidad César Vallejo Trujillo 1:2 Saulo Aponte 20 – Lee Andonaire 62, Antonio Meza Cuadra 65             |
| 1 marca 2009   | Cienciano Cuzco – Universitario Lima 1:1 Mauricio Romero Sellarés 30k – Nolberto Solano 93k                                              |
| 1 marca 2009   | Sport Áncash Huaraz – Club Sporting Cristal 0:5 Junior Aliberti 26, Héctor Hurtado 72, 74, Carlos Lobatón 80, Flavio Maestri 85          |
| 1 marca 2009   | Total Chalaco Callao – José Gálvez Chimbote 4:0 Richard Maria Estigarribia 20, 48, 76, 91                                                |
| 1 marca 2009   | Colegio Nacional Iquitos – Sport Huancayo 2:0 Ángel Guerrero 17, Cristofer Soto 49                                                       |
| 1 marca 2009   | Inti Gas Deportes Ayacucho – FBC Melgar 1:1 Mario Velarde 87 – Gerardo Gárate 96                                                         |

### Kolejka 4
| Data         | Mecz |
| ------------ | --- |
| 6 marca 2009 | Universitario Lima – Total Chalaco Callao 3:0 Carlos Augusto Orejuela 6, Ronaille Calheira 81, Rodolfo Espinoza 89k                                 |
| 7 marca 2009 | Coronel Bolognesi Tacna – Colegio Nacional Iquitos 2:3 Juan José Barros 4, Freddy Barrios 49 – Enrique Ísmodes 36, Carlos Barrena 77, Gino Pérez 81 |
| 7 marca 2009 | Juan Aurich Chiclayo – Universidad San Martín Lima 1:0 Sergio Ibarra 22                                                                             |
| 8 marca 2009 | Club Sporting Cristal – Cienciano Cuzco 0:2 Óscar Eduardo Villarreal 63, Sergio Junior 93                                                           |
| 8 marca 2009 | Sport Huancayo – Alianza Atlético Sullana 3:0 Raúl Alemán 71k, Omar Ramírez 83, Blas Ramón López 87k                                                |
| 8 marca 2009 | Universidad César Vallejo Trujillo – Sport Áncash Huaraz 1:0 Antonio Meza Cuadra 33                                                                 |
| 8 marca 2009 | FBC Melgar – Alianza Lima 0:1 Alexander Gustavo Sánchez 67                                                                                          |
| 8 marca 2009 | José Gálvez Chimbote – Inti Gas Deportes Ayacucho 1:0 Ricardo Ronceros 18                                                                           |

### Kolejka 5
| Data          | Mecz |
| ------------- | --- |
| 14 marca 2009 | Alianza Lima – José Gálvez Chimbote 1:3 Claudio Matías Velásquez 71 – Luis Mayme 75, Ricardo Ronceros 78, Paul Cominges 92              |
| 14 marca 2009 | Total Chalaco Callao – Club Sporting Cristal 1:3 Richard Maria Estigarribia 19 – Junior Aliberti 22, Renzo Sheput 59, Héctor Hurtado 69 |
| 14 marca 2009 | Inti Gas Deportes Ayacucho – Universitario Lima 1:0 Renzo Benavides 31                                                                  |
| 15 marca 2009 | Cienciano Cuzco – Universidad César Vallejo Trujillo 1:1 Óscar Eduardo Villarreal 39 – Antonio Meza Cuadra 21                           |
| 15 marca 2009 | Universidad San Martín Lima – FBC Melgar 3:1 Martín Arzuaga 66, José Díaz 83, Gonzalo Ludueña 91 – Ysrael Zúñiga 5                      |
| 15 marca 2009 | Sport Áncash Huaraz – Sport Huancayo 1:2 Leonardo Aguilar 41 – Juan Ángel Paredes 63, Miguel Huertas 92                                 |
| 15 marca 2009 | Alianza Atlético Sullana – Coronel Bolognesi Tacna 2:0 Saulo Aponte 73, Henry Colán 89                                                  |
| 15 marca 2009 | Colegio Nacional Iquitos – Juan Aurich Chiclayo 0:1 William Chiroque 85                                                                 |

### Kolejka 6
| Data          | Mecz |
| ------------- | --- |
| 21 marca 2009 | Juan Aurich Chiclayo – Alianza Atlético Sullana 3:2 Édison Chará 15, Mayer Candelo 77, Sergio Ibarra 82 – Saulo Aponte 46, Marcio André Valverde 51 |
| 21 marca 2009 | Club Sporting Cristal – Inti Gas Deportes Ayacucho 2:2 Alejandro Damian González 26, Renzo Sheput 45 – Héctor Ramírez 11, Edwin Retamoso 91         |
| 21 marca 2009 | FBC Melgar – Colegio Nacional Iquitos 2:1 Ysrael Zúñiga 42k, John Fajardo 87 – Juan Montenegro 79k                                                  |
| 21 marca 2009 | José Gálvez Chimbote – Universidad San Martín Lima 0:2 Gonzalo Ludueña 15, 89                                                                       |
| 22 marca 2009 | Coronel Bolognesi Tacna – Sport Áncash Huaraz 0:1 Antonio Serrano 64k                                                                               |
| 22 marca 2009 | Alianza Lima – Universitario Lima 0:1 John Tylor Galliquio 52                                                                                       |
| 22 marca 2009 | Sport Huancayo – Cienciano Cuzco 2:0 Blas Ramón López 45, Irven Ávila 73                                                                            |
| 22 marca 2009 | Universidad César Vallejo Trujillo – Total Chalaco Callao 1:0 Ricardo Caldas 69                                                                     |

### Kolejka 7
| Data             | Mecz |
| ---------------- | --- |
| 4 kwietnia 2009  | Coronel Bolognesi Tacna – Juan Aurich Chiclayo 1:1 Juan Barros 14 – Mayer Candelo 46k                          |
| 4 kwietnia 2009  | Universitario Lima – Club Sporting Cristal 1:0 Johan Vásquez 60                                                |
| 4 kwietnia 2009  | FBC Melgar – José Gálvez Chimbote 1:0 Gerardo Gárate 23                                                        |
| 4 kwietnia 2009  | Inti Gas Deportes Ayacucho – Total Chalaco Callao 0:0                                                          |
| 5 kwietnia 2009  | Cienciano Cuzco – Sport Áncash Huaraz 0:0                                                                      |
| 5 kwietnia 2009  | Universidad César Vallejo Trujillo – Sport Huancayo 2:1 Lee Andonaire 65k, Luis Cordero 94 – Miguel Huertas 72 |
| 5 kwietnia 2009  | Alianza Atlético Sullana – Colegio Nacional Iquitos 0:0                                                        |
| 15 kwietnia 2009 | Universidad San Martín Lima – Alianza Lima 1:1 Martín Arzuaga 66 – Henry Quinteros 87                          |

### Kolejka 8
| Data             | Mecz |
| ---------------- | --- |
| 11 kwietnia 2009 | Alianza Lima – Cienciano Cuzco 2:0 Leandro Fleitas 3, Orlando Contreras 32                                                       |
| 11 kwietnia 2009 | Club Sporting Cristal – Coronel Bolognesi Tacna 5:0 Renzo Sheput 15, 21, Héctor Hurtado 26, Daniel Sánchez 56, Flavio Maestri 91 |
| 12 kwietnia 2009 | Sport Áncash Huaraz – Universidad San Martín Lima 1:1 Juan Vergara 84k – Ronald Quinteros 10                                     |
| 12 kwietnia 2009 | Juan Aurich Chiclayo – Universitario Lima 2:0 Édison Chará 31, Sergio Ibarra 37                                                  |
| 12 kwietnia 2009 | Sport Huancayo – FBC Melgar 2:0 Sixto Santa Cruz 69, Blas Ramón López 81                                                         |
| 12 kwietnia 2009 | Total Chalaco Callao – Alianza Atlético Sullana 1:1 Aldo Olcese 16k – Nelinho Minzun Quina 22                                    |
| 12 kwietnia 2009 | Colegio Nacional Iquitos – Inti Gas Deportes Ayacucho 1:0 Hugo Castillo 90                                                       |
| 12 kwietnia 2009 | José Gálvez Chimbote – Universidad César Vallejo Trujillo 1:0 Paul Cominges 48k                                                  |

### Kolejka 9
| Data             | Mecz |
| ---------------- | --- |
| 18 kwietnia 2009 | Total Chalaco Callao – Sport Huancayo 1:0 Cristián Marcelo Muñoz 18                                        |
| 19 kwietnia 2009 | Alianza Lima – Club Sporting Cristal 2:1 Wilmer Aguirre 84, Juan Diego González-Vigil 86 – Renzo Sheput 12 |
| 19 kwietnia 2009 | Cienciano Cuzco – Coronel Bolognesi Tacna 0:0                                                              |
| 19 kwietnia 2009 | Sport Áncash Huaraz – Juan Aurich Chiclayo 0:0                                                             |
| 19 kwietnia 2009 | Alianza Atlético Sullana – FBC Melgar 1:1 Roberto Farfán 39 – Ricardo Pérez 45                             |
| 19 kwietnia 2009 | Colegio Nacional Iquitos – José Gálvez Chimbote 0:1 Ángelo Cruzado 77                                      |
| 19 kwietnia 2009 | Inti Gas Deportes Ayacucho – Universidad César Vallejo Trujillo 2:0 Héctor Ramírez 32, Renzo Benavides 64  |
| 24 czerwca 2009  | Universidad San Martín Lima – Universitario Lima 0:1 Gianfranco Labarthe 17                                |

### Kolejka 10
| Data             | Mecz |
| ---------------- | --- |
| 24 kwietnia 2009 | Universitario Lima – Colegio Nacional Iquitos 2:0 Gianfranco Labarthe 4, Juan Manuel Perillo 76                                                                   |
| 25 kwietnia 2009 | Club Sporting Cristal – Universidad San Martín Lima 3:4 Junior Aliberti 31, Héctor Hurtado 63, Víctor Anchante 67 – Martín Arzuaga 45, 64, 66, Gonzalo Ludueña 47 |
| 25 kwietnia 2009 | José Gálvez Chimbote – Alianza Atlético Sullana 2:1 Donny Neyra 50, Manuel Francisco Barreto 60 – Juan Alberto Maraude 52                                         |
| 26 kwietnia 2009 | Coronel Bolognesi Tacna – Total Chalaco Callao 1:4 Mario Soto 81 – Aldo Olcese 58, 82, Cristián Marcelo Muñoz 64, Richard Maria Estigarribia 75                   |
| 26 kwietnia 2009 | Juan Aurich Chiclayo – Cienciano Cuzco 1:1 Mayer Candelo 52k – Juan Cavallo 14                                                                                    |
| 26 kwietnia 2009 | Sport Huancayo – Inti Gas Deportes Ayacucho 1:0 Sixto Santa Cruz 69                                                                                               |
| 26 kwietnia 2009 | Universidad César Vallejo Trujillo – Alianza Lima 0:1 Wilmer Aguirre 87                                                                                           |
| 26 kwietnia 2009 | FBC Melgar – Sport Áncash Huaraz 3:1 Jean Ferrari 17, Jesús Arismendi 81, Edson Aubert 85 – Einer Vásquez 48                                                      |

### Kolejka 11
| Data        | Mecz |
| ----------- | --- |
| 2 maja 2009 | Universidad César Vallejo Trujillo – Coronel Bolognesi Tacna 3:0 Ricardo Caldas 13, Francisco Hernández 43, Cristián Zúñiga 76      |
| 2 maja 2009 | FBC Melgar – Universitario Lima 0:0                                                                                                 |
| 3 maja 2009 | Alianza Lima – Total Chalaco Callao 2:2 Alexander Gustavo Sánchez 13, 74 – Richard Maria Estigarribia 17, Cristián Marcelo Muñoz 34 |
| 3 maja 2009 | Cienciano Cuzco – Alianza Atlético Sullana 3:0 Mauricio Montes 23, Juan Cavallo 30, Sergio Junior 47                                |
| 3 maja 2009 | Universidad San Martín Lima – Inti Gas Deportes Ayacucho 1:2 Carlos Fernández 29 – Sergio Reina 40, Héctor Ramírez 54               |
| 3 maja 2009 | Sport Áncash Huaraz – Colegio Nacional Iquitos 1:0 José Yances 43                                                                   |
| 3 maja 2009 | Sport Huancayo – Juan Aurich Chiclayo 2:0 Blas Ramón López 58, Alex Segundo Magallanes 90                                           |
| 3 maja 2009 | José Gálvez Chimbote – Club Sporting Cristal 2:1 Paul Cominges 13, Manuel Francisco Barreto 70 – Héctor Hurtado 56                  |

### Kolejka 12
| Data         | Mecz |
| ------------ | --- |
| 9 maja 2009  | Coronel Bolognesi Tacna – José Gálvez Chimbote 1:0 Mario Soto 74 |
| 9 maja 2009  | Universitario Lima – Sport Huancayo 4:1 Juan Manuel Perillo 37, Gianfranco Labarthe 40, 69, Giancarlo Carmona 67 – Miguel Huertas 77                                                                  |
| 9 maja 2009  | Juan Aurich Chiclayo – Universidad César Vallejo Trujillo 3:0 Juan La Rosa 8, Paolo Hurtado 65, Sergio Ibarra 80                                                                                      |
| 9 maja 2009  | Club Sporting Cristal – FBC Melgar 1:2 Junior Alberti 38 – Álvaro Daniel Méndez 36, Ysrael Zúñiga 45                                                                                                  |
| 9 maja 2009  | Total Chalaco Callao – Universidad San Martín Lima 4:2 Richard Maria Estigarribia 12, Cristián Marcelo Muñoz 54, Joel Melchor Sánchez 62, Miguel Mostto 76 – Carlos Alberto Pérez 55, Jorge Huamán 79 |
| 9 maja 2009  | Inti Gas Deportes Ayacucho – Sport Áncash Huaraz 1:1 Atilio Giampiero Francia 41 – Edgardo Damián Simovic 31                                                                                          |
| 10 maja 2009 | Alianza Atlético Sullana – Alianza Lima 1:0 Saulo Aponte 24 |
| 10 maja 2009 | Colegio Nacional Iquitos – Cienciano Cuzco 1:3 Gino Pérez 79 – Javier Soria 33, Guillermo Guizasola 47, Nick Montalva 58s                                                                             |

### Kolejka 13
| Data         | Mecz |
| ------------ | --- |
| 13 maja 2009 | Alianza Lima – Sport Áncash Huaraz 1:0 Pedro Antonio Aparicio 40k                                                                                 |
| 13 maja 2009 | Coronel Bolognesi Tacna – Universitario Lima 0:0                                                                                                  |
| 13 maja 2009 | Juan Aurich Chiclayo – Club Sporting Cristal 2:1 Carlos Alberto Zegarra 8, Sergio Ibarra 44 – Carlos Lobatón 54                                   |
| 13 maja 2009 | Sport Huancayo – José Gálvez Chimbote 1:0 Irven Ávila 33                                                                                          |
| 13 maja 2009 | Total Chalaco Callao – Colegio Nacional Iquitos 2:1 Cristián Marcelo Muñoz 14, Richard Maria Estigarribia 19 – Nick Montalva 68                   |
| 13 maja 2009 | Universidad César Vallejo Trujillo – FBC Melgar 5:1 Ricardo Caldas 47, 61, Sergio Ubillús 85, Manuel Ugaz 86, Sydney Faifer 90 – Ysrael Zúñiga 16 |
| 13 maja 2009 | Inti Gas Deportes Ayacucho – Alianza Atlético Sullana 2:0 Renzo Reaños 67, Mario Velarde 79                                                       |
| 1 lipca 2009 | Universidad San Martín Lima – Cienciano Cuzco 2:1 Roberto Silva 43, Pedro García 82 – Mauricio Alejandro Montes 54                                |

### Kolejka 14
| Data         | Mecz |
| ------------ | --- |
| 16 maja 2009 | Alianza Lima – Colegio Nacional Iquitos 4:0 Jhonnier Montaño 16, Claudio Matías Velásquez 38, 64, Paolo de la Haza 74                                                |
| 16 maja 2009 | FBC Melgar – Coronel Bolognesi Tacna 2:1 Ysrael Zúñiga 15, Gerardo Gárate 62 – Pierre Orozco 29                                                                      |
| 17 maja 2009 | Cienciano Cuzco – Inti Gas Deportes Ayacucho 3:0 Johnny Martín Vegas 39k, Raúl Penalillo 46s, Juan Cavallo 58                                                        |
| 17 maja 2009 | Universidad San Martín Lima – Alianza Atlético Sullana 3:2 Carlos Alberto Pérez 9, José Díaz 46, Fernando del Solar 76 – Marcio André Valverde 26, Edgar Benítez 52k |
| 17 maja 2009 | Sport Áncash Huaraz – Total Chalaco Callao 0:2 Richard Maria Estigarribia 34, 89                                                                                     |
| 17 maja 2009 | Sport Huancayo – Club Sporting Cristal 0:2 Héctor Hurtado 78, 83 |
| 17 maja 2009 | Universidad César Vallejo Trujillo – Universitario Lima 3:1 Manuel Ugaz 54, Santiago Salazar 71, Luis Cordero 90 – Carlos Augusto Orejuela 47                        |
| 17 maja 2009 | José Gálvez Chimbote – Juan Aurich Chiclayo 1:1 Manuel Marengo 72s – Mayer Candelo 61k                                                                               |

### Kolejka 15
| Data         | Mecz |
| ------------ | --- |
| 23 maja 2009 | Coronel Bolognesi Tacna – Sport Huancayo 0:0                                                                                           |
| 23 maja 2009 | Club Sporting Cristal – Universidad César Vallejo Trujillo 1:0 Junior Aliberti 51                                                      |
| 23 maja 2009 | Alianza Atlético Sullana – Sport Áncash Huaraz 2:0 Israel Tordoya 46, Saulo Aponte 92                                                  |
| 23 maja 2009 | Inti Gas Deportes Ayacucho – Alianza Lima 3:0 José Mendoza 15, 51, Renzo Reaños 66                                                     |
| 24 maja 2009 | Universitario Lima – José Gálvez Chimbote 1:1 Juan Manuel Perillo 25 – Nelinho Minzun Quina 84s                                        |
| 24 maja 2009 | Juan Aurich Chiclayo – FBC Melgar 2:2 Sergio Ibarra 21, 50 – Álvaro Daniel Méndez 13, Edson Aubert 86                                  |
| 24 maja 2009 | Total Chalaco Callao – Cienciano Cuzco 4:0 Richard Maria Estigarribia 9, Rafael Villanueva 33, Aldo Olcese 58, Joel Melchor Sánchez 86 |
| 24 maja 2009 | Colegio Nacional Iquitos – Universidad San Martín Lima 0:2 Martín Arzuaga 9, 32                                                        |

### Kolejka 16
| Data         | Mecz |
| ------------ | --- |
| 30 maja 2009 | Universidad César Vallejo Trujillo – Universidad San Martín Lima 1:1 Ricardo Páez 50 – Wilmer Carrillo 64                 |
| 30 maja 2009 | Juan Aurich Chiclayo – Total Chalaco Callao 2:0 Carlos Alberto Zegarra 64, William Chiroque 74                            |
| 30 maja 2009 | Universitario Lima – Alianza Atlético Sullana 1:1 Carlos Augusto Orejuela 72 – Saulo Aponte 55                            |
| 30 maja 2009 | Coronel Bolognesi Tacna – Inti Gas Deportes Ayacucho 2:3 Pierre Orozco 10, 42 – Jorge Leyva 8, 33, Víctor Raúl Zapata 40k |
| 31 maja 2009 | Sport Huancayo – Alianza Lima 2:0 Carlos Ibarra 34, Irven Ávila 90                                                        |
| 31 maja 2009 | FBC Melgar – Cienciano Cuzco 2:2 Ysrael Zúñiga 64, Gerardo Gárate 87 – Óscar Eduardo Villarreal 13, Juan Cavallo 45       |
| 31 maja 2009 | José Gálvez Chimbote – Sport Áncash Huaraz 3:1 Juan Iriarte 11, Paul Cominges 62, 70k – Antonio Serrano 88                |
| 31 maja 2009 | Club Sporting Cristal – Colegio Nacional Iquitos 2:0 Amilton Prado 71, Miguel Villalta 81                                 |

### Kolejka 17
| Data            | Mecz |
| --------------- | --- |
| 13 czerwca 2009 | Inti Gas Deportes Ayacucho – Juan Aurich Chiclayo 0:0                                                                 |
| 14 czerwca 2009 | Alianza Lima – Coronel Bolognesi Tacna 1:0 José Carlos Fernández 79                                                   |
| 14 czerwca 2009 | Sport Áncash Huaraz – Universitario Lima 1:2 Antonio Serrano 32 – Rodolfo Espinoza 43, Gianfranco Labarthe 82         |
| 14 czerwca 2009 | Alianza Atlético Sullana – Club Sporting Cristal 0:2 Héctor Hurtado 67, Edwin Alberto Pérez 77                        |
| 14 czerwca 2009 | Universidad San Martín Lima – Sport Huancayo 1:1 Pedro García 9 – César Andrés Ortíz 20                               |
| 14 czerwca 2009 | Colegio Nacional Iquitos – Universidad César Vallejo Trujillo 2:0 Ángel Guerrero 25, Cristofer Soto 62                |
| 14 czerwca 2009 | Total Chalaco Callao – FBC Melgar 3:2 Aldo Olcese 24, 76, Miguel Mostto 55 – Ysrael Zúñiga 48, Jeanpierre Araníbar 56 |
| 14 czerwca 2009 | Cienciano Cuzco – José Gálvez Chimbote 1:0 Ricardo Ronceros 37s                                                       |

### Kolejka 18
| Data            | Mecz |
| --------------- | --- |
| 20 czerwca 2009 | Juan Aurich Chiclayo – Alianza Lima 1:2 William Chiroque 65 – Luis Trujillo 31, Pedro Antonio Aparicio 80                                        |
| 20 czerwca 2009 | Universitario Lima – Cienciano Cuzco 2:1 Nolberto Solano 54k, Gianfranco Labarthe 66 – Johnny Martín Vegas 91k                                   |
| 20 czerwca 2009 | Coronel Bolognesi Tacna – Universidad San Martín Lima 1:4 Gustavo Rodas 82 – José Díaz 1, Martín Arzuaga 21, Gonzalo Ludueña 67, Ryan Salazar 89 |
| 20 czerwca 2009 | Club Sporting Cristal – Sport Áncash Huaraz 2:0 Renzo Sheput 62, Héctor Hurtado 92                                                               |
| 20 czerwca 2009 | José Gálvez Chimbote – Total Chalaco Callao 2:1 Manuel Francisco Barreto 27, Víctor Cicchirillo 77 – Aldo Olcese 85k                             |
| 21 czerwca 2009 | Universidad César Vallejo Trujillo – Alianza Atlético Sullana 0:0                                                                                |
| 21 czerwca 2009 | Sport Huancayo – Colegio Nacional Iquitos 3:1 Sixto Santa Cruz 27, Juan Ángel Paredes 51, Fernando Octavio Masías 53 – Christofer Soto 21        |
| 21 czerwca 2009 | FBC Melgar – Inti Gas Deportes Ayacucho 0:2 Mario Velarde 73, Jorge Leyva 78                                                                     |

### Kolejka 19
| Data            | Mecz |
| --------------- | --- |
| 27 czerwca 2009 | Colegio Nacional Iquitos – Coronel Bolognesi Tacna 2:0 Cristofer Soto 7k, Carlos Barrena 20 |
| 27 czerwca 2009 | Total Chalaco Callao – Universitario Lima 1:1 Joel Melchor Sánchez 53 – Piero Alva 64 |
| 27 czerwca 2009 | Alianza Lima – FBC Melgar 0:2 Herlyn Israel Zúñiga 62, Norbil Romero 85 |
| 27 czerwca 2009 | Inti Gas Deportes Ayacucho – José Gálvez Chimbote 1:0 Atilio Giampiero Francia 79 |
| 28 czerwca 2009 | Universidad San Martín Lima – Juan Aurich Chiclayo 4:1 José Díaz 22k, Gonzalo Ludueña 45, Roberto Silva 48, Mauro Emiliano Cejas 82 – Mayer Candelo 89                                                   |
| 28 czerwca 2009 | Cienciano Cuzco – Club Sporting Cristal 5:5 Mauricio Alejandro Montes 55, Sergio Junior 57, 64, Roberto Duffó 82, Ernesto Arakaki 87 – Carlos Lobatón 28, 76, Roberto Palacios 34, 90, Héctor Hurtado 49 |
| 28 czerwca 2009 | Alianza Atlético Sullana – Sport Huancayo 3:1 Rubén Valladares 44, Israel Tordoya 70, Juan Alberto Maraude 75 – Irven Ávila 90                                                                           |
| 28 czerwca 2009 | Sport Áncash Huaraz – Universidad César Vallejo Trujillo 0:1 Luís Cordero 20 |

### Kolejka 20
| Data         | Mecz |
| ------------ | --- |
| 4 lipca 2009 | FBC Melgar – Universidad San Martín Lima 1:0 Robert Rogelio Ardiles 33                                                       |
| 4 lipca 2009 | Coronel Bolognesi Tacna – Alianza Atlético Sullana 2:1 Pierre Orozco 45, Juan José Barros 93 – Jhonatan Rodríguez 24         |
| 4 lipca 2009 | Juan Aurich Chiclayo – Colegio Nacional Iquitos 4:1 Mayer Candelo 6k, 87, Sergio Ibarra 47, Édison Chará 79 – Augusto Yep 29 |
| 4 lipca 2009 | Universitario Lima – Inti Gas Deportes Ayacucho 2:1 Nolberto Solano 36, Johan Vásquez 75 – Edwin Retamoso 74                 |
| 5 lipca 2009 | José Gálvez Chimbote – Alianza Lima 1:3 Sandro Gamarra 60 – Jhonnier Montaño 36, 83k, Renzo Guevara 43s                      |
| 5 lipca 2009 | Universidad César Vallejo Trujillo – Cienciano Cuzco 0:1 Mauricio Montes 17                                                  |
| 5 lipca 2009 | Sport Huancayo – Sport Áncash Huaraz 3:0 Sixto Santa Cruz 52, Alex Segundo Magallanes 75, Richard Leite 89                   |
| 5 lipca 2009 | Club Sporting Cristal – Total Chalaco Callao 0:1 Héctor Vásquez 5                                                            |

### Kolejka 21
| Data          | Mecz |
| ------------- | --- |
| 11 lipca 2009 | Alianza Atlético Sullana – Juan Aurich Chiclayo 0:0 |
| 11 lipca 2009 | Inti Gas Deportes Ayacucho – Club Sporting Cristal 3:1 Héctor Ramírez 3, 73, Mario Velarde 80 – Renzo Sheput 5                                                                |
| 11 lipca 2009 | Colegio Nacional Iquitos – FBC Melgar 1:0 Cristofer Soto 49 |
| 11 lipca 2009 | Universidad San Martín Lima – José Gálvez Chimbote 1:1 Martín Arzuaga 38k – Paul Cominges 90                                                                                  |
| 12 lipca 2009 | Sport Áncash Huaraz – Coronel Bolognesi Tacna 2:2 Gustavo Vasallo 50, Antonio Carlos Serrano 74 – Pierre Orozco 62, Erick Rojas 64                                            |
| 12 lipca 2009 | Universitario Lima – Alianza Lima 2:1 Gianfranco Labarthe 80, Piero Alva 87 – José Carlos Fernández 7                                                                         |
| 12 lipca 2009 | Cienciano Cuzco – Sport Huancayo 0:3 Miguel Ángel Huertas 12, Alex Segundo Magallanes 17, Richard Leite 90                                                                    |
| 12 lipca 2009 | Total Chalaco Callao – Universidad César Vallejo Trujillo 2:3 Richard Maria Estigarribia 53, Miguel Mostto 55, Jair Iglesias 88 – Javier Salazar 59, Roberto Emanuel Demus 77 |

### Kolejka 22
| Data          | Mecz |
| ------------- | --- |
| 18 lipca 2009 | Club Sporting Cristal – Universitario Lima 1:1 Héctor Hurtado 75 – Gianfranco Labarthe 55                                                                     |
| 18 lipca 2009 | José Gálvez Chimbote – FBC Melgar 1:1 Paul Cominges 13 – Martín Adrián García 50k                                                                             |
| 18 lipca 2009 | Colegio Nacional Iquitos – Alianza Atlético Sullana 0:1 Marcio André Valverde 82                                                                              |
| 19 lipca 2009 | Juan Aurich Chiclayo – Coronel Bolognesi Tacna 2:0 Mayer Candelo 61, Édison Chará 72                                                                          |
| 19 lipca 2009 | Sport Áncash Huaraz – Cienciano Cuzco 2:1 Saúl Giral 72, 87 – Jaime Linares 56                                                                                |
| 19 lipca 2009 | Alianza Lima – Universidad San Martín Lima 0:1 Christian Ramos 80                                                                                             |
| 19 lipca 2009 | Sport Huancayo – Universidad César Vallejo Trujillo 3:2 Blas Ramón López 40k, 86k, Miguel Ángel Huertas 78 – Roberto Emanuel Demus 12, Francisco Hernández 56 |
| 19 lipca 2009 | Total Chalaco Callao – Inti Gas Deportes Ayacucho 1:1 Richard Maria Estigarribia 66 – Renzo Benavides 57k                                                     |

### Kolejka 23
| Data          | Mecz |
| ------------- | --- |
| 25 lipca 2009 | Universidad San Martín Lima – Sport Áncash Huaraz 2:1 Martín Arzuaga 53k, Juan Pablo Vergara 50k – Martín Arzuaga 69              |
| 25 lipca 2009 | Universitario Lima – Juan Aurich Chiclayo 0:1 Édison Chará 13                                                                     |
| 25 lipca 2009 | Coronel Bolognesi Tacna – Club Sporting Cristal 2:2 Guillermo Esteban 64, Mario Soto 75 – Roberto Palacios 23k, Carlos Lobatón 89 |
| 25 lipca 2009 | Alianza Atlético Sullana – Total Chalaco Callao 3:0 Edgar Benítez 10, Henry Colan 64, Saulo Aponte 77                             |
| 25 lipca 2009 | Inti Gas Deportes Ayacucho – Colegio Nacional Iquitos 2:0 Renzo Benavides 45, Víctor Fabián Ramírez 60                            |
| 25 lipca 2009 | Universidad César Vallejo Trujillo – José Gálvez Chimbote 2:0 Roberto Emanuel Demus 51, Roberto Emanuel Demus 61                  |
| 26 lipca 2009 | Cienciano Cuzco – Alianza Lima 0:2 José Carlos Fernández 23, Pedro Antonio Aparicio 55                                            |
| 26 lipca 2009 | FBC Melgar – Sport Huancayo 1:0 Martín Adrián García 66                                                                           |

### Kolejka 24
| Data          | Mecz |
| ------------- | --- |
| 29 lipca 2009 | Club Sporting Cristal – Alianza Lima 0:1 Manuel Corrales 66                                                                                |
| 29 lipca 2009 | Coronel Bolognesi Tacna – Cienciano Cuzco 0:0                                                                                              |
| 29 lipca 2009 | Universitario Lima – Universidad San Martín Lima 1:0 Gianfranco Labarthe 87                                                                |
| 29 lipca 2009 | Juan Aurich Chiclayo – Sport Áncash Huaraz 3:2 Paolo Hurtado 11, William Chiroque 50, Édison Chará 70 – Saúl Giral 53, Leonardo Aguilar 84 |
| 29 lipca 2009 | Sport Huancayo – Total Chalaco Callao 0:0                                                                                                  |
| 29 lipca 2009 | FBC Melgar – Alianza Atlético Sullana 2:1 Jean Ferrari 38, Jorge Pereyra 88 – Rafael Farfán 21                                             |
| 29 lipca 2009 | José Gálvez Chimbote – Colegio Nacional Iquitos 2:1 Ángelo Cruzado 45, Manuel Francisco Barreto 71 – Nicolás Celis 85                      |
| 29 lipca 2009 | Universidad César Vallejo Trujillo – Inti Gas Deportes Ayacucho 2:1 Antonio Meza Cuadra 73, Luís Cordero 79k – Giancarlo Tragodara 76      |

### Kolejka 25
| Data             | Mecz |
| ---------------- | --- |
| 1 sierpnia 2009  | Colegio Nacional Iquitos – Universitario Lima 1:0 Ángel Guerrero 88                                                                                       |
| 1 sierpnia 2009  | Universidad San Martín Lima – Club Sporting Cristal 2:2 Pedro García 51, 60 – Carlos Lobatón 31k, Roberto Palacios 43                                     |
| 2 sierpnia 2009  | Cienciano Cuzco – Juan Aurich Chiclayo 5:1 Heiner Chavez 3, 50, Mauricio Alejandro Montes 42, 70, 80 – Franco Geovanny Mendoza 84                         |
| 2 sierpnia 2009  | Inti Gas Deportes Ayacucho – Sport Huancayo 2:3 Renzo Benavides 57k, Jorge Leyva 83, Irven Ávila 87 – Irven Ávila 54, Juan Carlos Paredes 72              |
| 2 sierpnia 2009  | Alianza Lima – Universidad César Vallejo Trujillo 1:1 Carlos Javier Solís 66k – Manuel Tejada 9                                                           |
| 2 sierpnia 2009  | Sport Áncash Huaraz – FBC Melgar 2:2 Leonardo Aguilar 74, 75 – Gerardo Gárate 13, Hilden Salas 23                                                         |
| 2 sierpnia 2009  | Alianza Atlético Sullana – José Gálvez Chimbote 2:1 Jhonatan Rodríguez 68, Kerwin Peixoto 88 – Diego Martínez Roca 58                                     |
| 26 sierpnia 2009 | Total Chalaco Callao – Coronel Bolognesi Tacna 2:2 Richard Maria Estigarribia 67, Cristián Marcelo Muñoz 90k – Javier Chumpitaz 34k, Gonzalo Sotomayor 90 |

### Kolejka 26
| Data            | Mecz |
| --------------- | --- |
| 8 sierpnia 2009 | Inti Gas Deportes Ayacucho – Universidad San Martín Lima 1:1 Jorge Artigas 42 – Josepmir Ballón 90                                                  |
| 8 sierpnia 2009 | Colegio Nacional Iquitos – Sport Áncash Huaraz 2:0 Pedro Sanguinetti 63, Nicolás Celis 85                                                           |
| 8 sierpnia 2009 | Club Sporting Cristal – José Gálvez Chimbote 2:0 Renzo Sheput 3, Edwin Alberto Pérez 25                                                             |
| 9 sierpnia 2009 | Total Chalaco Callao – Alianza Lima 2:2 Héctor Vásquez 39, Richard Maria Estigarribia 56 – Claudio Matías Velásquez 84, Pedro Antonio Aparicio 90   |
| 9 sierpnia 2009 | Alianza Atlético Sullana – Cienciano Cuzco 1:1 Jhonatan Rodríguez 80 – Guillermo Tomasevich 90                                                      |
| 9 sierpnia 2009 | Juan Aurich Chiclayo – Sport Huancayo 3:1 Édison Chará 29, 35, William Chiroque 90 – Félix Otoya 38                                                 |
| 9 sierpnia 2009 | Coronel Bolognesi Tacna – Universidad César Vallejo Trujillo 2:2 Ryan Salazar 39, Javier Chumpitaz 63k – Luís Cordero 58k, Roberto Emanuel Demus 68 |
| 9 sierpnia 2009 | Universitario Lima – FBC Melgar 1:0 Gianfranco Labarthe 57                                                                                          |

### Kolejka 27
| Data             | Mecz |
| ---------------- | --- |
| 15 sierpnia 2009 | José Gálvez Chimbote – Coronel Bolognesi Tacna 1:0 Manuel Francisco Barreto 74                                                                                      |
| 15 sierpnia 2009 | Universidad César Vallejo Trujillo – Juan Aurich Chiclayo 3:3 Manuel Tejada 9, Roberto Emanuel Demus 15, Sidney Faiffer 77k – Mayer Candelo 23, 89k Luís Marengo 61 |
| 15 sierpnia 2009 | Universidad San Martín Lima – Total Chalaco Callao 2:0 Pedro García 28, Roberto Silva 85                                                                            |
| 15 sierpnia 2009 | Alianza Lima – Alianza Atlético Sullana 0:0 |
| 15 sierpnia 2009 | Sport Áncash Huaraz – Inti Gas Deportes Ayacucho 2:0 Giancarlo Tragodara 57s, Juan Pablo Vergara 90                                                                 |
| 16 sierpnia 2009 | Sport Huancayo – Universitario Lima 0:0 |
| 16 sierpnia 2009 | FBC Melgar – Club Sporting Cristal 1:0 Jesús Arismendi 31 |
| 16 sierpnia 2009 | Cienciano Cuzco – Colegio Nacional Iquitos 2:1 Sergio Junior 8, Juan Manuel Cavallo 48 – Gino Pérez 77                                                              |

### Kolejka 28
| Data             | Mecz |
| ---------------- | --- |
| 19 sierpnia 2009 | Sport Áncash Huaraz – Alianza Lima 2:1 Juan Pablo Vergara 45k, 74k – Pedro Antonio Aparicio 45k                                    |
| 19 sierpnia 2009 | Universitario Lima – Coronel Bolognesi Tacna 0:0                                                                                   |
| 19 sierpnia 2009 | Club Sporting Cristal – Juan Aurich Chiclayo 1:0 Roberto Jiménez 40                                                                |
| 19 sierpnia 2009 | José Gálvez Chimbote – Sport Huancayo 1:1 Manuel Francisco Barreto 25 – Irven Ávila 78                                             |
| 19 sierpnia 2009 | Colegio Nacional Iquitos – Total Chalaco Callao 1:0 Cristofer Soto 59                                                              |
| 19 sierpnia 2009 | FBC Melgar – Universidad César Vallejo Trujillo 1:1 Norbil Romero 85 – Andrés Camilo Ramírez 31                                    |
| 19 sierpnia 2009 | Alianza Atlético Sullana – Inti Gas Deportes Ayacucho 1:3 James Cabezas 62 – Israel Tordoya 15s, Héctor Ramírez 49, Jorge Leyva 57 |
| 26 sierpnia 2009 | Cienciano Cuzco – Universidad San Martín Lima 1:1 Sergio Junior 68 – Pedro García 56k                                              |

### Kolejka 29
| Data             | Mecz |
| ---------------- | --- |
| 23 sierpnia 2009 | Colegio Nacional Iquitos – Alianza Lima 1:2 José Herrera 48 – Wilmer Aguirre 8, Henry Quinteros 36                              |
| 23 sierpnia 2009 | Inti Gas Deportes Ayacucho – Cienciano Cuzco 0:1 Roberto Duffó 88                                                               |
| 23 sierpnia 2009 | Alianza Atlético Sullana – Universidad San Martín Lima 0:0                                                                      |
| 23 sierpnia 2009 | Total Chalaco Callao – Sport Áncash Huaraz 1:2 Richard Maria Estigarribia 69 – Frank Vega 50, Willy Rivas 63                    |
| 23 sierpnia 2009 | Club Sporting Cristal – Sport Huancayo 3:1 Roberto Palacios 12, Carlos Lobatón 71, Roberto Jiménez 89 – Irven Ávila 46          |
| 23 sierpnia 2009 | Universitario Lima – Universidad César Vallejo Trujillo 1:2 Gianfranco Labarthe 90 – Sidney Faiffer 61k, Francisco Hernández 82 |
| 23 sierpnia 2009 | Juan Aurich Chiclayo – José Gálvez Chimbote 3:0 Franco Geovanny Mendoza 28, Sergio Ibarra 65, William Chiroque 88               |
| 2 września 2009  | Coronel Bolognesi Tacna – FBC Melgar 3:2 Raúl Vera 22, Juan Barros 54, Jesús Rey 77 – Herlyn Israel Zúñiga 35k, Hilden Salas 45 |

### Kolejka 30
| Data             | Mecz |
| ---------------- | --- |
| 29 sierpnia 2009 | Sport Huancayo – Coronel Bolognesi Tacna 7:0 César Andrés Ortíz 18, 26, Guillermo Esteban 60s, Sergio Martín Torales 63, Irven Ávila 82, Blas Ramón López 87k, Miguel Ángel Huertas 89 |
| 29 sierpnia 2009 | José Gálvez Chimbote – Universitario Lima 0:1 Edgar Villamarín 71 |
| 29 sierpnia 2009 | FBC Melgar – Juan Aurich Chiclayo 1:3 Norbil Romero 53 – Sergio Ibarra 9, Carlos Alberto Zegarra 56, Sergio Ibarra 73                                                                  |
| 29 sierpnia 2009 | Universidad César Vallejo Trujillo – Club Sporting Cristal 1:0 Roberto Emanuel Demus 18                                                                                                |
| 29 sierpnia 2009 | Cienciano Cuzco – Total Chalaco Callao 2:2 Juan Manuel Cavallo 67, Julio García 85k – Cristián Marcelo Muñoz 76, Omar Alberto Zegarra 87                                               |
| 29 sierpnia 2009 | Sport Áncash Huaraz – Alianza Atlético Sullana 2:0 Antonio Carlos Serrano 36, Leonardo Aguilar 90                                                                                      |
| 29 sierpnia 2009 | Universidad San Martín Lima – Colegio Nacional Iquitos 0:0 |
| 29 sierpnia 2009 | Alianza Lima – Inti Gas Deportes Ayacucho 2:1 Jhonnier Montaño 9, Claudio Matías Velásquez 35 – Giancarlo Tragodara 24                                                                 |

### Tabela końcowa Primera etapa
| Poz | Klub                               | Mecze | Zw | Rem | Por | Pkt | BrZd | BrStr |
| --- | ---------------------------------- | ----- | -- | --- | --- | --- | ---- | ----- |
| 1   | Juan Aurich Chiclayo               | 30    | 15 | 10  | 5   | 55  | 46   | 31    |
| 2   | Universitario Lima                 | 30    | 15 | 9   | 6   | 54  | 37   | 22    |
| 3   | Alianza Lima                       | 30    | 15 | 6   | 9   | 51  | 38   | 31    |
| 4   | Sport Huancayo                     | 30    | 14 | 6   | 10  | 48  | 46   | 32    |
| 5   | Universidad César Vallejo Trujillo | 30    | 13 | 9   | 8   | 48  | 41   | 33    |
| 6   | Universidad San Martín Lima        | 30    | 12 | 12  | 6   | 47* | 46   | 32    |
| 7   | Club Sporting Cristal              | 30    | 12 | 6   | 12  | 42  | 53   | 36    |
| 8   | Cienciano Cuzco                    | 30    | 10 | 12  | 8   | 42  | 41   | 38    |
| 9   | Inti Gas Deportes Ayacucho         | 30    | 11 | 8   | 11  | 41  | 36   | 31    |
| 10  | FBC Melgar                         | 30    | 11 | 8   | 11  | 41  | 36   | 41    |
| 11  | José Gálvez Chimbote               | 30    | 11 | 6   | 13  | 39  | 28   | 37    |
| 12  | Total Chalaco Callao               | 30    | 9  | 10  | 11  | 37  | 41   | 40    |
| 13  | Colegio Nacional Iquitos           | 30    | 9  | 4   | 17  | 31  | 24   | 39    |
| 14  | Alianza Atlético Sullana           | 30    | 7  | 9   | 14  | 30  | 28   | 42    |
| 15  | Sport Áncash Huaraz                | 30    | 7  | 6   | 17  | 27  | 27   | 50    |
| 16  | Coronel Bolognesi Tacna            | 30    | 3  | 11  | 16  | 20  | 25   | 58    |

- Klubowi Universidad San Martín Lima odjęto 1 punkt za to, że w składzie 18 piłkarzy miał 4 piłkarzy zagranicznych w meczu 1. kolejki przeciwko drużynie klubu Universidad César Vallejo Trujillo.

## Segunda etapa
W drugim etapie liga podzielona została na dwie grupy – grupa A składała się z klubów, które zajęły nieparzyste miejsca w pierwszym etapie, a grupa B składała się z klubów, które zajęły parzyste miejsca w pierwszym etapie. Zwycięzcy obu grup uzyskali prawo walki o mistrzostwo Peru, a kluby, które zajęły w grupach ostatnie miejsce spadły do II ligi.

### Grupa A

#### Kolejka 1
| Data             | Mecz |
| ---------------- | --- |
| 12 września 2009 | Club Sporting Cristal – Inti Gas Deportes Ayacucho 2:1 Héctor Hurtado 38, Renzo Sheput 75 – Iván Richard Valencia 45 |
| 12 września 2009 | Colegio Nacional Iquitos – Alianza Lima 0:3 Wilmer Aguirre 27, Luis Trujillo 82, Óscar Vílchez 87                    |
| 12 września 2009 | Juan Aurich Chiclayo – Universidad César Vallejo Trujillo 2:1 Sergio Ibarra 54, 90 – Sidney Faiffer 76               |
| 13 września 2009 | Sport Áncash Huaraz – José Gálvez Chimbote 1:0 Gustavo Vasallo 87                                                    |

#### Kolejka 2
| Data             | Mecz |
| ---------------- | --- |
| 16 września 2009 | Inti Gas Deportes Ayacucho – Juan Aurich Chiclayo 2:2 José Mendoza 23, Reina Sergio 90 – Mayer Candelo 14k, Carlos Alberto Zegarra 72 |
| 16 września 2009 | José Gálvez Chimbote – Club Sporting Cristal 3:1 Manuel Francisco Barreto 3, Sandro Gamarra 50, Jhoao Ward 72 – Héctor Hurtado 60     |
| 16 września 2009 | Alianza Lima – Sport Áncash Huaraz 1:0 Claudio Matías Velásquez 74                                                                    |
| 16 września 2009 | Universidad César Vallejo Trujillo – Colegio Nacional Iquitos 1:1 Luís Cordero 23k – Michael Guevara 43                               |

#### Kolejka 3
| Data             | Mecz |
| ---------------- | --- |
| 19 września 2009 | Colegio Nacional Iquitos – Inti Gas Deportes Ayacucho 1:1 Michael Guevara 90k – Renzo Benavides 18                                           |
| 20 września 2009 | Club Sporting Cristal – Alianza Lima 1:1 Flavio Francisco Maestri 69 – Leandro Roberto Fleitas 90                                            |
| 20 września 2009 | Juan Aurich Chiclayo – José Gálvez Chimbote 1:2 Paolo Hurtado 3 – Ángelo Cruzado 68, Paul Cominges 74k                                       |
| 20 września 2009 | Sport Áncash Huaraz – Universidad César Vallejo Trujillo 4:0 Juan Pablo Vergara 22, Antonio Carlos Serrano 33, Frank Vega 82, Luís Laguna 87 |

#### Kolejka 4
| Data             | Mecz |
| ---------------- | --- |
| 26 września 2009 | Colegio Nacional Iquitos – José Gálvez Chimbote 2:1 José Herrera 21, Nicolás Celis 73 – Manuel Francisco Barreto 41      |
| 27 września 2009 | Alianza Lima – Juan Aurich Chiclayo 1:0 Carlos Javier Solís 6                                                            |
| 27 września 2009 | Sport Áncash Huaraz – Inti Gas Deportes Ayacucho 2:1 Juan Pablo Vergara 7k, Antonio Carlos Serrano 48 – Jorge Artigas 15 |
| 27 września 2009 | Universidad César Vallejo Trujillo – Club Sporting Cristal 1:1 Roberto Emanuel Demus 74 – Amilton Prado 3                |

#### Kolejka 5
| Data                | Mecz |
| ------------------- | --- |
| 3 października 2009 | Club Sporting Cristal – Colegio Nacional Iquitos 4:0 Paulo Ramos 10s, Amilton Prado 19, Flavio Francisco Maestri 63, Franco Aliberti 67 |
| 3 października 2009 | Inti Gas Deportes Ayacucho – Alianza Lima 3:2 Reina Sergio 30, Héctor Ramírez 54, Giancarlo Tragodara 78 – Henry Quinteros 12, 18       |
| 4 października 2009 | Juan Aurich Chiclayo – Sport Áncash Huaraz 1:1 Sergio Ibarra 83 – Antonio Carlos Serrano 27                                             |
| 4 października 2009 | José Gálvez Chimbote – Universidad César Vallejo Trujillo 0:1 Cristián Zúñiga 37                                                        |

#### Kolejka 6
| Data                 | Mecz |
| -------------------- | --- |
| 17 października 2009 | Inti Gas Deportes Ayacucho – Universidad César Vallejo Trujillo 2:1 Juan Camilo Mejía 64, Renzo Reaños 71 – Francisco Hernández 86 |
| 17 października 2009 | Sport Áncash Huaraz – Colegio Nacional Iquitos 0:0                                                                                 |
| 18 października 2009 | Alianza Lima – José Gálvez Chimbote 1:1 Leandro Roberto Fleitas 89 – Johan Sotil 83                                                |
| 18 października 2009 | Juan Aurich Chiclayo – Club Sporting Cristal 0:0                                                                                   |

#### Kolejka 7
| Data                 | Mecz |
| -------------------- | --- |
| 24 października 2009 | Club Sporting Cristal – Sport Áncash Huaraz 4:0 Miguel Villalta 26, Flavio Francisco Maestri 45, Héctor Hurtado 76, 88                                |
| 24 października 2009 | Colegio Nacional Iquitos – Juan Aurich Chiclayo 1:0 Nicolás Celis 76                                                                                  |
| 24 października 2009 | José Gálvez Chimbote – Inti Gas Deportes Ayacucho 0:3 Giancarlo Tragodara 60, 85, Mario Velarde 67                                                    |
| 25 października 2009 | Universidad César Vallejo Trujillo – Alianza Lima 2:2 Lee Antonio Andonayre 51, Cristián Zúñiga 90 – Claudio Matías Velásquez 29, Henry Quinteros 59k |

#### Kolejka 8
| Data                 | Mecz |
| -------------------- | --- |
| 31 października 2009 | Alianza Lima – Colegio Nacional Iquitos 2:1 Claudio Matías Velásquez 21, Alexander Gustavo Sánchez 69 – Michael Guevara 67k |
| 31 października 2009 | Universidad César Vallejo Trujillo – Juan Aurich Chiclayo 0:0                                                               |
| 31 października 2009 | Inti Gas Deportes Ayacucho – Club Sporting Cristal 2:0 José Mendoza 67, Jorge Leyva 76                                      |
| 31 października 2009 | José Gálvez Chimbote – Sport Áncash Huaraz 1:0 Sebastián Pablo Cobelli 80                                                   |

#### Kolejka 9
| Data             | Mecz |
| ---------------- | --- |
| 4 listopada 2009 | Colegio Nacional Iquitos – Universidad César Vallejo Trujillo 1:1 José Herrera 46 – Francisco Hernández 52                                                 |
| 4 listopada 2009 | Juan Aurich Chiclayo – Inti Gas Deportes Ayacucho 2:0 Franco Geovanny Mendoza 38, José Moreno 45                                                           |
| 4 listopada 2009 | Sport Áncash Huaraz – Alianza Lima 2:0 Antonio Carlos Serrano 15, 90                                                                                       |
| 4 listopada 2009 | Club Sporting Cristal – José Gálvez Chimbote 3:2 Roberto Palacios 60, Damián Ísmodes 63, Héctor Hurtado 69 – Jerson Vásquez 17, Sebastián Pablo Cobelli 55 |

#### Kolejka 10
| Data             | Mecz |
| ---------------- | --- |
| 7 listopada 2009 | José Gálvez Chimbote – Juan Aurich Chiclayo 3:1 Sebastián Pablo Cobelli 19, Ricardo Ronceros 56, Jerson Vásquez 88 – Mayer Candelo 32 |
| 8 listopada 2009 | Alianza Lima – Club Sporting Cristal 1:0 Claudio Matías Velásquez 43                                                                  |
| 8 listopada 2009 | Universidad César Vallejo Trujillo – Sport Áncash Huaraz 1:1 Roberto Emanuel Demus 63 – Leonardo Aguilar 5                            |
| 8 listopada 2009 | Inti Gas Deportes Ayacucho – Colegio Nacional Iquitos 2:1 Renzo Benavides 85, Giancarlo Tragodara 90 – Michael Guevara 16             |

#### Kolejka 11
| Data              | Mecz |
| ----------------- | --- |
| 14 listopada 2009 | Inti Gas Deportes Ayacucho – Sport Áncash Huaraz 1:0 Jorge Leyva 39                                                                                |
| 14 listopada 2009 | Juan Aurich Chiclayo – Alianza Lima 2:1 Pedro Luís Ascoy 11, 84 – Claudio Matías Velásquez 38                                                      |
| 15 listopada 2009 | José Gálvez Chimbote – Colegio Nacional Iquitos 1:3 Ricardo Ronceros 14 – Nicolás Celis 32, Michael Guevara 75k, 90k                               |
| 15 listopada 2009 | Club Sporting Cristal – Universidad César Vallejo Trujillo 1:3 Héctor Hurtado 52 – Sidney Faiffer 13, Roberto Emanuel Demus 42, Víctor Carbajal 66 |

#### Kolejka 12
| Data              | Mecz |
| ----------------- | --- |
| 21 listopada 2009 | Colegio Nacional Iquitos – Club Sporting Cristal 3:1 José Juan Zamora 16, Carlos Antonio Flores 35, Nicolás Celis 78 – Flavio Francisco Maestri 81 |
| 22 listopada 2009 | Alianza Lima – Inti Gas Deportes Ayacucho 3:1 Wilmer Aguirre 47, 50, Alexander Gustavo Sánchez 53 – Renzo Benavides 63k                            |
| 22 listopada 2009 | Universidad César Vallejo Trujillo – José Gálvez Chimbote 2:0 Cristián Zúñiga 60, 63                                                               |
| 22 listopada 2009 | Sport Áncash Huaraz – Juan Aurich Chiclayo 1:0 Antonio Carlos Serrano 25                                                                           |

#### Kolejka 13
| Data              | Mecz |
| ----------------- | --- |
| 29 listopada 2009 | Colegio Nacional Iquitos – Sport Áncash Huaraz 1:0 Cristofer Soto 80                                                                              |
| 29 listopada 2009 | José Gálvez Chimbote – Alianza Lima 0:1 Wilmer Aguirre 86                                                                                         |
| 29 listopada 2009 | Club Sporting Cristal – Juan Aurich Chiclayo 0:1 William Chiroque 19                                                                              |
| 29 listopada 2009 | Universidad César Vallejo Trujillo – Inti Gas Deportes Ayacucho 3:1 Roberto Emanuel Demus 30, 61, Antonio Meza Cuadra 83 – Giancarlo Tragodara 32 |

#### Kolejka 14
| Data           | Mecz |
| -------------- | --- |
| 6 grudnia 2009 | Alianza Lima – Universidad César Vallejo Trujillo 2:2 Pedro Antonio Aparicio 14, Roberto Ovelar 44 – Roberto Ovelar 29s, Roberto Emanuel Demus 69 |
| 6 grudnia 2009 | Sport Áncash Huaraz – Club Sporting Cristal 1:0 Juan Pablo Vergara 65k                                                                            |
| 6 grudnia 2009 | Juan Aurich Chiclayo – Colegio Nacional Iquitos 3:0 Pedro Luís Ascoy 13, Fernando García 35, Luis Advíncula Castrillón 89                         |
| 6 grudnia 2009 | Inti Gas Deportes Ayacucho – José Gálvez Chimbote 2:1 Renzo Benavides 3, Mario Velarde 90 – Juan Cominges 17                                      |

#### Tabela grupy A
| Poz | Klub                               | Mecze | Zw | Rem | Por | Pkt | BrZd | BrStr |
| --- | ---------------------------------- | ----- | -- | --- | --- | --- | ---- | ----- |
| 1   | Alianza Lima                       | 44    | 22 | 10  | 12  | 76  | 59   | 46    |
| 2   | Juan Aurich Chiclayo               | 44    | 20 | 14  | 10  | 74  | 61   | 44    |
| 3   | Universidad César Vallejo Trujillo | 44    | 17 | 16  | 11  | 67  | 60   | 51    |
| 4   | Inti Gas Deportes Ayacucho         | 44    | 18 | 10  | 16  | 64  | 58   | 51    |
| 5   | Club Sporting Cristal              | 44    | 16 | 9   | 19  | 57  | 71   | 55    |
| 6   | José Gálvez Chimbote               | 44    | 15 | 7   | 22  | 52  | 43   | 59    |
| 7   | Colegio Nacional Iquitos           | 44    | 14 | 8   | 22  | 50  | 39   | 59    |
| 8   | Sport Áncash Huaraz                | 44    | 13 | 9   | 22  | 48  | 40   | 61    |

### Grupa B

#### Kolejka 1
| Data             | Mecz |
| ---------------- | --- |
| 12 września 2009 | Universitario Lima – Coronel Bolognesi Tacna 0:0 |
| 12 września 2009 | Sport Huancayo – Alianza Atlético Sullana 0:0 |
| 13 września 2009 | Total Chalaco Callao – Universidad San Martín Lima 2:2 Carlos Augusto Orejuela 39, Richard Maria Estigarribia 40 – Germán Alemanno 2, Gonzalo Ludueña 52k |
| 13 września 2009 | FBC Melgar – Cienciano Cuzco 0:0 |

#### Kolejka 2
| Data                 | Mecz |
| -------------------- | --- |
| 16 września 2009     | Universidad San Martín Lima – FBC Melgar 2:2 Ronald Quinteros 25, Germán Alemanno 58 – Carlos Alberto Pérez 5k, Herlyn Israel Zúñiga 67 |
| 16 września 2009     | Coronel Bolognesi Tacna – Sport Huancayo 2:0 Matías Sebastián Arce 55, Erick Rojas 77                                                   |
| 16 września 2009     | Cienciano Cuzco – Universitario Lima 1:1 Walter Ricardo Vílchez 90 – Carlos Alberto Galván 76k                                          |
| 21 października 2009 | Alianza Atlético Sullana – Total Chalaco Callao 1:2 Marcio André Valverde 61k – Donny Neyra 57, Richard Maria Estigarribia 90           |

#### Kolejka 3
| Data             | Mecz |
| ---------------- | --- |
| 19 września 2009 | Total Chalaco Callao – Coronel Bolognesi Tacna 1:2 Richard Maria Estigarribia 4k – Jesús Rey 39, Luís Alberto Ramírez 72 |
| 20 września 2009 | Sport Huancayo – Cienciano Cuzco 3:2 Blas Ramón López 59, 66k, 83 – Guillermo Tomasevich 49, Juan Manuel Cavallo 86k     |
| 20 września 2009 | FBC Melgar – Alianza Atlético Sullana 1:1 Hilden Salas 45 – Juan Alberto Maraude 22                                      |
| 20 września 2009 | Universitario Lima – Universidad San Martín Lima 0:0                                                                     |

#### Kolejka 4
| Data             | Mecz |
| ---------------- | --- |
| 26 września 2009 | FBC Melgar – Coronel Bolognesi Tacna 2:1 Gerardo Gárate 27, Carlos Alberto Pérez 39 – Esteban José Herrera 75  |
| 27 września 2009 | Universidad San Martín Lima – Sport Huancayo 1:2 John Hinostroza 8 – Sixto Santa Cruz 41, Irven Ávila 87       |
| 27 września 2009 | Total Chalaco Callao – Cienciano Cuzco 4:0 Jorge Araujo 12, Germán Carty 32, 58, Richard Maria Estigarribia 78 |
| 27 września 2009 | Alianza Atlético Sullana – Universitario Lima 0:1 Rainer Torres 6                                              |

#### Kolejka 5
| Data                | Mecz |
| ------------------- | --- |
| 3 października 2009 | Coronel Bolognesi Tacna – Universidad San Martín Lima 1:2 Javier Chumpitaz 80 – Atilio Muente Gionti 29, José Díaz 75 |
| 4 października 2009 | Sport Huancayo – FBC Melgar 3:1 Blas Ramón López 3, Irven Ávila 64, Sixto Santa Cruz 90 – Herlyn Israel Zúñiga 52     |
| 4 października 2009 | Universitario Lima – Total Chalaco Callao 2:1 Renzo Revoredo 31, Gianfranco Labarthe 55 – Donny Neyra 14              |
| 4 października 2009 | Cienciano Cuzco – Alianza Atlético Sullana 1:0 Heiner Chavez 65                                                       |

#### Kolejka 6
| Data                 | Mecz |
| -------------------- | --- |
| 17 października 2009 | FBC Melgar – Total Chalaco Callao 1:1 Larry Yáñez 24 – Richard Maria Estigarribia 45                                     |
| 18 października 2009 | Sport Huancayo – Universitario Lima 1:0 Carlos Alvarenga 78                                                              |
| 18 października 2009 | Coronel Bolognesi Tacna – Alianza Atlético Sullana 2:0 Guillermo Esteban 56, Esteban José Herrera 85                     |
| 18 października 2009 | Universidad San Martín Lima – Cienciano Cuzco 5:0 Germán Alemanno 9, 29, 34, Christian Alberto Cueva 48, Pedro García 84 |

#### Kolejka 7
| Data                 | Mecz |
| -------------------- | --- |
| 24 października 2009 | Universitario Lima – FBC Melgar 3:1 Nolberto Solano 1k, 10k, Raúl Ruidíaz 59 – Herlyn Israel Zúñiga 3k                                                    |
| 25 października 2009 | Total Chalaco Callao – Sport Huancayo 5:1 Richard Maria Estigarribia 38, Germán Carty 49, 65, Carlos Augusto Orejuela 89, Donny Neyra 90 – Irven Ávila 67 |
| 25 października 2009 | Alianza Atlético Sullana – Universidad San Martín Lima 2:1 Jhonatan Rodríguez 61, Israel Tordoya 90 – Pedro García 18k                                    |
| 25 października 2009 | Cienciano Cuzco – Coronel Bolognesi Tacna 2:0 Julio Talaviña 30, Sergio Junior 59                                                                         |

#### Kolejka 8
| Data                 | Mecz |
| -------------------- | --- |
| 31 października 2009 | Coronel Bolognesi Tacna – Universitario Lima 0:1 Renzo Revoredo 90                                                   |
| 31 października 2009 | Universidad San Martín Lima – Total Chalaco Callao 1:0 Gonzalo Ludueña 81                                            |
| 1 listopada 2009     | Cienciano Cuzco – FBC Melgar 1:4 Óscar Eduardo Villarreal 3 – Edson Aubert 14, 17, 54k, Herlyn Israel Zúñiga 43      |
| 1 listopada 2009     | Alianza Atlético Sullana – Sport Huancayo 2:1 Marcio André Valverde 49k, Jhonatan Rodríguez 72 – Sixto Santa Cruz 63 |

#### Kolejka 9
| Data             | Mecz |
| ---------------- | --- |
| 4 listopada 2009 | FBC Melgar – Universidad San Martín Lima 0:1 Christian Alberto Cueva 69                                      |
| 4 listopada 2009 | Sport Huancayo – Coronel Bolognesi Tacna 2:1 Sixto Santa Cruz 1, César Andrés Ortíz 51 – Gustavo Stagnaro 90 |
| 4 listopada 2009 | Total Clean Arequipa – Alianza Atlético Sullana 0:0                                                          |
| 4 listopada 2009 | Universitario Lima – Cienciano Cuzco 2:0 Emmanuel Cerda 29, Raúl Ruidíaz 55                                  |

#### Kolejka 10
| Data              | Mecz |
| ----------------- | --- |
| 7 listopada 2009  | Alianza Atlético Sullana – FBC Melgar 4:1 Jorge Pereyra 14s, Jhonatan Rodríguez 46, Saulo Aponte 90, 90 – Gerardo Gárate 69        |
| 8 listopada 2009  | Coronel Bolognesi Tacna – Total Clean Arequipa 2:2 Guillermo Esteban 24, Gonzalo Sotomayor 55 – Germán Carty 14, Héctor Vásquez 80 |
| 8 listopada 2009  | Cienciano Cuzco – Sport Huancayo 3:0 Julio García 21k, Juan Manuel Cavallo 54, Julio Talaviña 67                                   |
| 25 listopada 2009 | Universidad San Martín Lima – Universitario Lima 1:0 John Tylor Galliquio 52s                                                      |

#### Kolejka 11
| Data              | Mecz |
| ----------------- | --- |
| 14 listopada 2009 | Coronel Bolognesi Tacna – FBC Melgar 1:0 Gonzalo Sotomayor 8                                                                                                   |
| 14 listopada 2009 | Sport Huancayo – Universidad San Martín Lima 1:0 Carlos Ibarra 48                                                                                              |
| 14 listopada 2009 | Universitario Lima – Alianza Atlético Sullana 4:0 Piero Alva 25, Emmanuel Cerda 36, Renzo Revoredo 60, Giancarlo Carmona 90                                    |
| 15 listopada 2009 | Cienciano Cuzco – Total Clean Arequipa 4:1 Julio Talaviña 5, Juan Manuel Cavallo 26, Miguel Llanos 50, Óscar Eduardo Villarreal 56 – Cristián Marcelo Muñoz 54 |

#### Kolejka 12
| Data              | Mecz |
| ----------------- | --- |
| 21 listopada 2009 | Alianza Atlético Sullana – Cienciano Cuzco 2:0 Juan Alberto Maraude 71, 73                                               |
| 21 listopada 2009 | FBC Melgar – Sport Huancayo 3:1 Gerardo Gárate 71k, Herlyn Israel Zúñiga 76, Hilden Salas 90 – Juan Carlos Paredes 3     |
| 21 listopada 2009 | Universidad San Martín Lima – Coronel Bolognesi Tacna 2:1 Gonzalo Ludueña 38, Pedro García 90k – Esteban José Herrera 52 |
| 22 listopada 2009 | Total Clean Arequipa – Universitario Lima 0:3 Piero Alva 52k, Raúl Ruidíaz 56, Ronaille Calheira 72                      |

#### Kolejka 13
| Data              | Mecz |
| ----------------- | --- |
| 29 listopada 2009 | Alianza Atlético Sullana – Coronel Bolognesi Tacna 2:2 Jhonatan Rodríguez 60, Roberto Farfán 64 – Ryan Salazar 31, Gustavo Stagnaro 80 |
| 29 listopada 2009 | Cienciano Cuzco – Universidad San Martín Lima 1:1 Ernesto Arakaki 69 – Christian Alberto Cueva 38                                      |
| 29 listopada 2009 | Total Clean Arequipa – FBC Melgar 2:2 Germán Carty 90, Carlos Alberto Orejuela 8 – Carlos Alberto Pérez 25, Carlos Alberto Pérez 28k   |
| 29 listopada 2009 | Universitario Lima – Sport Huancayo 5:0 Carlos Alberto Galván 8, Ronaille Calheira 41, Emmanuel Cerda 58, 89, Rodolfo Espinoza 64      |

#### Kolejka 14
| Data           | Mecz |
| -------------- | --- |
| 5 grudnia 2009 | Coronel Bolognesi Tacna – Cienciano Cuzco 2:2 Esteban José Herrera 23, Matías Sebastián Arce 36 – Julio García 64, Julio Talaviña 67 |
| 6 grudnia 2009 | FBC Melgar – Universitario Lima 5:0 Carlos Alberto Pérez 8, 19, 54, 61, Hilden Salas 65                                              |
| 6 grudnia 2009 | Sport Huancayo – Total Chalaco Callao 3:0 Irven Ávila 15, Miguel Ángel Huertas 63, Blas Ramón López 79                               |
| 6 grudnia 2009 | Universidad San Martín Lima – Alianza Atlético Sullana 0:2 Saulo Aponte 61, Marcio André Valverde 88k                                |

#### Tabela grupy B
| Poz | Klub                        | Mecze | Zw | Rem | Por | Pkt | BrZd | BrStr |
| --- | --------------------------- | ----- | -- | --- | --- | --- | ---- | ----- |
| 1   | Universitario Lima          | 44    | 23 | 12  | 9   | 81  | 59   | 32    |
| 2   | Sport Huancayo              | 44    | 21 | 7   | 16  | 70  | 64   | 57    |
| 3   | Universidad San Martín Lima | 44    | 18 | 16  | 10  | 69  | 65   | 46    |
| 4   | FBC Melgar                  | 44    | 15 | 13  | 16  | 58  | 59   | 62    |
| 5   | Cienciano Cuzco             | 44    | 14 | 16  | 14  | 58  | 58   | 63    |
| 6   | Total Chalaco Callao        | 44    | 12 | 15  | 17  | 51  | 62   | 64    |
| 7   | Alianza Atlético Sullana    | 44    | 12 | 13  | 19  | 49  | 44   | 58    |
| 8   | Coronel Bolognesi Tacna     | 44    | 7  | 15  | 22  | 36  | 42   | 76    |

## Campeonato Peruano 2009
| Mistrzostwo Peru |
| --- |
| Alianza Lima – Universitario Lima 0:1 i 0:1 |
| 8 grudnia 2009 Lima Estadio Alejandro Villanueva Alianza Lima – Universitario Lima 0:1 (0:1) Sędzia: Víctor Rivera Bramki: 0:1 Piero Alva 28 Club Alianza Lima: Salomón Libman – Orlando Contreras, Carlos Javier Solís, Leandro Roberto Fleitas, Aldo Corzo – Henry Quinteros (79 Óscar Vílchez), Edgar Daniel González, Juan Diego González-Vigil – Wilmer Aguirre (59 Roberto Ovelar), José Carlos Fernández, Jhonnier Montaño Club Universitario de Deportes: Raúl Omar Fernández – John Tylor Galliquio, Jesús Rabanal, Carlos Alberto Galván – Nolberto Solano, Renzo Revoredo, Piero Alva, Rainer Torres, Rodolfo Espinoza – Emmanuel Cerda (76 Giancarlo Carmona), Ronaille Calheira (58 Gianfranco Labarthe) |
| 13 grudnia 2009 Lima Estadio Monumental Universitario Lima – Alianza Lima 1:0 (1:0) Sędzia: Víctor Carrillo Bramki: 1:0 Nolberto Solano 10 Club Universitario de Deportes: Raúl Omar Fernández – John Tylor Galliquio, Jesús Rabanal, Carlos Alberto Galván, Renzo Revoredo – Nolberto Solano, Piero Alva, Rainer Torres, Rodolfo Espinoza – Ronaille Calheira (78 Gianfranco Labarthe), Raúl Ruidíaz (60 Giancarlo Carmona) Club Alianza Lima: Salomón Libman – Eduardo Alberto Uribe, Pedro Antonio Aparicio, Orlando Contreras, Leandro Roberto Fleitas – Juan José Jayo, Henry Quinteros, Edgar Daniel González – Wilmer Aguirre, Jhonnier Montaño, Juan Diego González-Vigil (67 José Carlos Fernández)          |

Mistrzem Peru został klub Universitario Lima, natomiast klub Alianza Lima został wicemistrzem Peru.

## Tabela sumaryczna sezonu 2009
| Poz | Klub                               | Mecze | Zw | Rem | Por | Pkt | BrZd | BrStr |
| --- | ---------------------------------- | ----- | -- | --- | --- | --- | ---- | ----- |
| 1   | Universitario Lima                 | 44    | 23 | 12  | 9   | 81  | 59   | 32    |
| 2   | Alianza Lima                       | 44    | 22 | 10  | 12  | 76  | 59   | 46    |
| 3   | Juan Aurich Chiclayo               | 44    | 20 | 14  | 10  | 74  | 61   | 44    |
| 4   | Sport Huancayo                     | 44    | 21 | 7   | 16  | 70  | 64   | 57    |
| 5   | Universidad San Martín Lima        | 44    | 18 | 15  | 11  | 69  | 64   | 48    |
| 6   | Universidad César Vallejo Trujillo | 44    | 17 | 16  | 11  | 67  | 60   | 51    |
| 7   | Inti Gas Deportes Ayacucho         | 44    | 18 | 10  | 16  | 64  | 58   | 51    |
| 8   | FBC Melgar                         | 44    | 15 | 13  | 16  | 58  | 59   | 62    |
| 9   | Cienciano Cuzco                    | 44    | 14 | 16  | 14  | 58  | 58   | 63    |
| 10  | Club Sporting Cristal              | 44    | 16 | 9   | 19  | 57  | 71   | 55    |
| 11  | José Gálvez Chimbote               | 44    | 15 | 7   | 22  | 52  | 43   | 59    |
| 12  | Total Chalaco Callao               | 44    | 12 | 15  | 17  | 51  | 62   | 64    |
| 13  | Colegio Nacional Iquitos           | 44    | 14 | 8   | 22  | 50  | 39   | 59    |
| 14  | Alianza Atlético Sullana           | 44    | 12 | 13  | 19  | 49  | 44   | 58    |
| 15  | Sport Áncash Huaraz                | 44    | 13 | 9   | 22  | 48  | 40   | 61    |
| 16  | Coronel Bolognesi Tacna            | 44    | 7  | 15  | 22  | 36  | 42   | 76    |

## Klasyfikacja strzelców 2009
| Gole | Piłkarz                    | Klub                                                      |
| ---- | -------------------------- | --------------------------------------------------------- |
| 23   | Richard Maria Estigarribia | Total Chalaco Callao                                      |
| 20   | Héctor Hurtado             | Club Sporting Cristal                                     |
| 15   | Sergio Ibarra              | Juan Aurich Chiclayo                                      |
| 14   | Ysrael Zúñiga              | FBC Melgar                                                |
| 14   | Roberto Emanuel Demus      | Universidad César Vallejo Trujillo                        |
| 13   | Mayer Candelo              | Juan Aurich Chiclayo                                      |
| 13   | Irven Ávila                | Sport Huancayo                                            |
| 13   | Blas Ramón López           | Sport Huancayo                                            |
| 12   | Martín Arzuaga             | Universidad San Martín Lima (12) Juan Aurich Chiclayo (0) |
| 12   | Gianfranco Labarthe        | Universitario Lima                                        |
| 11   | Antonio Serrano            | Sport Áncash Huaraz                                       |
| 10   | Saulo Aponte               | Alianza Atlético Sullana                                  |
| 10   | Claudio Matías Velásquez   | Alianza Lima                                              |
| 10   | Paul Cominges              | José Gálvez Chimbote                                      |
| 10   | Carlos Alberto Pérez       | Universidad San Martín Lima (2) FBC Melgar (8)            |
| 10   | Renzo Sheput               | Club Sporting Cristal                                     |
| 10   | Gonzalo Ludueña            | Universidad San Martín Lima                               |